# Liste von Sakralbauten in Bad Neuenahr-Ahrweiler

Bad Neuenahr-Ahrweiler

Die Liste von Sakralbauten in Bad Neuenahr-Ahrweiler gibt einen Überblick über die Kirchen, Klöster und sonstigen Sakralbauten in Bad Neuenahr-Ahrweiler, Landkreis Ahrweiler.

## Liste

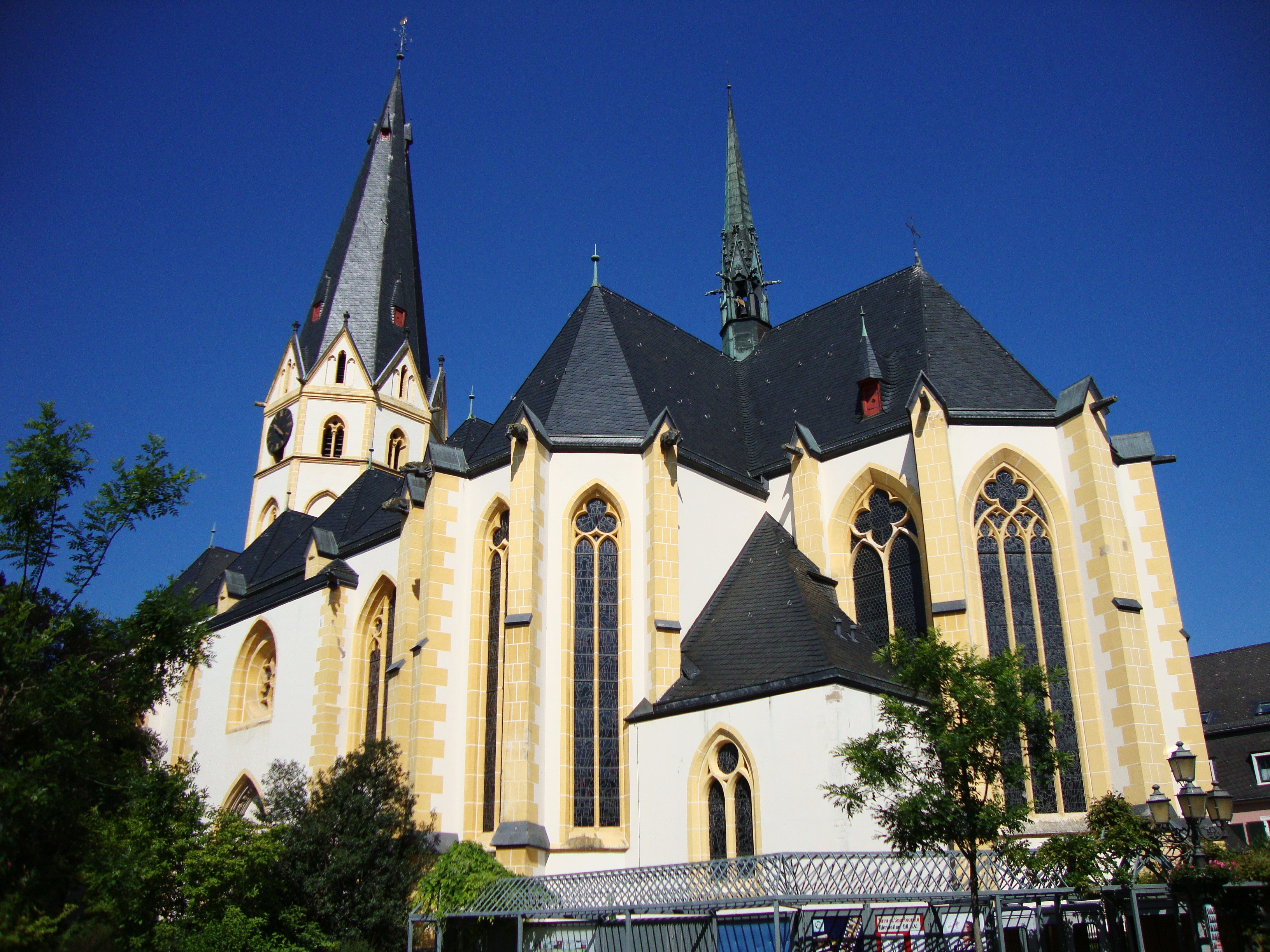
St. Laurentius in Ahrweiler

- Evangelische Friedenskirche, Stadtteil Ahrweiler
- Katholische Pfarrkirche St. Laurentius, Stadtteil Ahrweiler
- Katholische Pfarrkirche St. Pius, Stadtteil Ahrweiler
- Heilig-Kreuz-Kirche, Kirche des Klosters Kalvarienberg, Stadtteil Ahrweiler
- St. Annakapelle, Stadtteil Bachem
- Kapelle St. Leonhard, Stadtteil Bachem
- Martin-Luther-Kirche, Stadtteil Bad Neuenahr
- Kapelle St. Antonius und Sebastian, Stadtteil Bad Neuenahr
- Katholische Pfarrkirche St. Marien, auch Rosenkranzkirche, Stadtteil Bad Neuenahr
- Katholische Pfarrkirche St. Willibrord, Stadtteil Bad Neuenahr
- Kapelle St. Hubertus, Stadtteil Ehlingen
- Kapelle St. Cosmas, Damian und Katharina, Stadtteil Gimmigen
- Kapelle St. Antonius Eremit, Ortsteil Green
- Katholische Pfarrkirche St. Mauritius, Stadtteil Heimersheim
- Katholische Kapelle St. Vinzenz, Stadtteil Heimersheim
- Kapelle St. Sebastian, Ortsteil Hemmessen
- Josefskapelle (Heppingen), Stadtteil Heppingen
- Katholische Pfarrkirche St. Martin, Stadtteil Heppingen
- Katholische Pfarrkirche St. Lambertus, Stadtteil Kirchdaun
- Kapelle St. Peter und Marcellinus, Stadtteil Lohrsdorf
- Kapelle Maria-Hilf, Stadtteil Lohrsdorf
- Katholische Pfarrkirche St. Barbara, Stadtteil Ramersbach
- Kapelle St. Josef, Stadtteil Walporzheim